# Жувенель дез Юрсен, Жан

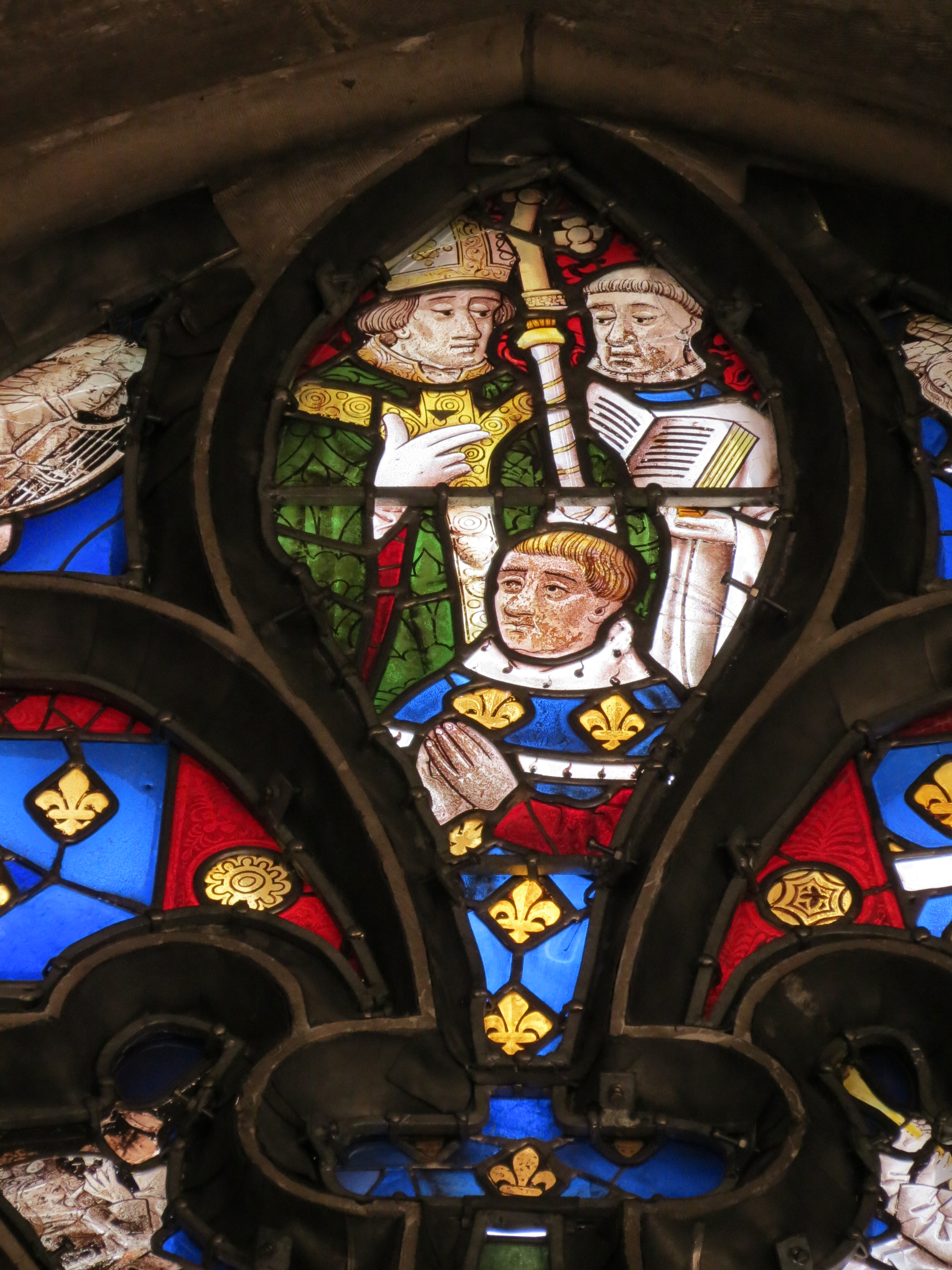
Жан Жувенель коронует Людовика XI в Реймсе. Витраж Собора Нотр-Дам в Эврё

Жан II Жувенель дез Юрсен, или Жан Ювенал ди Урсино (фр. Jean II Jouvenel des Ursins или Jean Juvénal des Ursins, 23 ноября 1388 — 14 июля 1473) — французский священник, хронист и дипломат, выходец из рода Жувенель дез Юрсен, один из летописцев последнего периода Столетней войны, оставивший ценные свидетельства о Жанне д’Арк и принимавший активное участие в её реабилитации.

## Биография
Родился 23 ноября 1388 года в Париже в семье Жана V Жувенеля, адвоката Парижского парламента, занимавшего в 1399—1400 годах должность прево парижских купцов, и Мишель де Витри. Его брат Гийом Жувенель дез Юрсен в 1445—1461 и 1465—1472 годах занимал пост канцлера Франции, другой брат Мишель служил бальи в Труа, третий брат Жак (1410—1457) являлся членом Парижского парламента.
Хотя отец его заявлял о своём происхождении от неаполитанской ветви знатной римской семьи Орсини, в реальности его предки, скорее всего, являлись богатыми парижскими торговцами, получившими дворянство благодаря выгодным бракам и заслугам перед короной.
Изучал каноническое и гражданское право в Орлеанском и Парижском университетах, получив степень доктора. Начал свою карьеру с должности королевского чиновника в Парижском парламенте.
После захвата в 1418 году Парижа бургундским герцогом Жаном Бесстрашным, бежал вместе с семьей к дофину Карлу в Пуатье, где его отец стал президентом воссозданного там парламента, а сам он вместе с братьями — его членами.
В 1429 году стал адвокатом короля и королевским капелланом, затем протоиереем Кармайна и дуайеном в Авранше. В 1431 году сменил в должности епископа Бове известного Пьера Кошона, председательствовавшего на процессе Жанны д’Арк в Руане.
Будучи деятельным сторонником централизаторской политики Карла VII, в 1435 году принимал участие в подготовке конференции в Аррасе, а в 1439 году выступал на заседании Генеральных штатов в Орлеане. Занимался организацией обороны от англичан города и епископства Бове.
В 1444 году был назначен епископом Лана, в 1449 году сменил своего брата Жака в должности архиепископа Реймса.
Проявил себя на дипломатическом поприще, участвуя в переговорах с англичанами и бургундцами.
В 1455 году, согласно рескрипту папы Каликста III, в качестве одного из его представителей возглавил процесс реабилитации Жанны д’Арк.
15 августа 1461 года короновал Людовика XI в Реймсском соборе, составив по этому поводу приветственную речь. В 1462 году по просьбе нового короля составил вместе с известным дипломатом Гийомом Кузино де Монтрейлем трактат, опровергающий притязания английского короля Эдуарда IV на французский трон.
В конце своей духовной карьеры носил сан патриарха Александрийского, одновременно управляя епархиями в Пуатье и Фрежюсе.

## Сочинения
Традиционно считается автором «Истории короля Карла VI» (фр. Histoire de Charles VI Roy de France), охватывающей события начиная с 13 сентября 1380-го и кончая 1422 годом, и являющейся одним из основных источников о событиях Ланкастерского периода Столетней войны. Одним из основных источников для неё послужила латинская «Хроника правления Карла VI Французского» монаха из Сен-Дени Мишеля Пинтуана.
В своей хронике подробно описывает такие события, как движение кабошьенов (1411—1413), битву при Азенкуре (1415), захват Парижа герцогом Бургундии Жаном Бесстрашным (1418), договор в Труа с англичанами (1420), войну арманьяков и бургиньонов и др., дополняя их собственными свидетельствами, а также соображениями и размышлениями личного характера.
Является также автором мемуаров о событиях 1430—1440-х годов, содержащих, в частности, сведения о процессе Жанны д’Арк, взятии Парижа в 1436 году и пр. Оставил не менее 11 полемических трактатов, среди которых выделяются Audite illos (1432) и Audite celi (1435), содержащие обоснованное опровержение английских претензий на французскую корону, а также ряд богословских сочинений. По мнению филолога-медиевиста Жилетт Тил-Лабори, участвовал в редактировании «Хроники Девы» Гийома Кузино де Монтрейля.
Основные рукописи истории Карла VI Жувенеля дез Юрсена (MS français, 5020; français, 5031; français, 23231) хранятся ныне в Национальной библиотеке Франции, ещё одна находится в муниципальной библиотеке Анжера (MS 903).
Впервые она была напечатана в 1614 году в Париже королевским историографом Теодором Годфруа, а в 1653 году переиздана там же его сыном историком Дени Годфруа. Комментированное научное издание хроники подготовлено было в 1836 году известными историками-медиевистами Ж. Ф. Мишо и Ж. Ж. Ф. Пужула в «Новой коллекции мемуаров, относящихся к истории Франции».

## Список трудов
- «История короля Карла VI» (Histoire de Charles VI. Roy de France, et des choses mémorables advenues durant quarante-deux années de son regne depuis 1380 jusqu'en 1422);
- Epistre aux États tenus a Blois, l’an mil quatre cents trene-tois (1433);
- Dissertation sur la Pais d’Arras (1435);
- Advis a ceux qui ont le gouvernement de la juridication tant spirituel que temporelle (1432, 1445);
- Épistre adressant au Roy, a l’occasion de l’Assemblé d’Orléans (1440);
- Mémoires et titres extraits du trésor des chartres et dressés par l’ordre du Roy touchant les droits respectifs des maisons de Valois et d'Angleterre à la Couronne de France (1444);
- Traité du Chancelier (1445);
- Remontance au Roy pour la réformation du Royaume. Principalement concernant les gens d’Église (1453);
- Lettre de Convocation a un concile;
- Exhortation au roi de faire miséricorde au duc d’Alençon (1458);
- Harangue au roi Louis XI, a son avènement (1461);
- Harangue auz États de Tours (1467).

## Публикации
- Histoire de Charles VI, Roy de France, par Jean Juvénal des Ursins // Nouvelle collection des mémoires pour servir à l'histoire de France, depuis le XIIIe siècle jusqu'à la fin du XVIIIe, par MM. Michaud de l'Académie française et Poujoulat. — Tome 2. — Paris: Éditeur du Commentaire analytique du Code civil, 1836. — pp. 339–569.